# 蛇莲
蛇莲（学名：Hemsleya sphaerocarpa）为葫芦科雪胆属下的一个种。

## 扩展阅读
- 維基物種上的相關：蛇莲